# Ich hätte Nein sagen können
Ich hätte Nein sagen können (Originaltitel: Sanning eller konsekvens) ist ein Jugendbuch der schwedischen Autorin Annika Thor, das 1997 erschienen ist. In Schweden wurde das Buch mit dem Augustpriset ausgezeichnet. Auf Deutsch erschien das Buch in einer Übersetzung von Angelika Kutsch; das Titelbild gestaltete Jutta Bauer.

## Inhalt
Das zentrale Thema des Romans ist Mobbing in der Schule. Nora, die Protagonistin, kommt wegen Windpocken erst eine Woche nach den Sommerferien zur Schule. Sabina, ehemals ihre beste Freundin, gehört jetzt zu Fanny und deren Clique. In ihrem Bemühen, ebenfalls in deren Clique aufgenommen zu werden, sind Nora die Annäherungsversuche der Außenseiterin Karin lästig. Enttäuschung, Eifersucht und Gruppendruck lassen in ihr Aggressionen entstehen, zu deren Entladung sich Karin eignet. Gleichzeitig nennt sie unausgesprochene Gefühle für sie: „Wir hätten Freundinnen sein können, richtige Freundinnen.“ Jedoch wagt sich Nora nicht solche Gedanken zu Ende zu führen, auch aus Angst selbst ausgestoßen zu werden.
Sie sorgt sich vor allem um ihr Image in der Schulklasse und zeigt wenn nur gelegentliches Mitleid für Karin, etwa wenn sie von der gesamten Klasse gehänselt wird. Schließlich unterstützt Nora die ständigen Attacken gegen Karin, die sich vor allem auf ihre auffällig ausgeprägte Oberweite beziehen. Auf einer Party, an der alle Beteiligten teilnehmen, wird Flaschendrehen gespielt, und Karin dazu gebracht, sich im Schutz der Dunkelheit zu entblößen. Als das Licht angeschaltet wird, steht sie im hellen Licht halbnackt da. Das beschämte Mädchen rennt weinend davon und Nora kommt zu der Erkenntnis, dass sie zu manchen Dingen hätte „Nein“ sagen können. Karin verlässt schließlich die Schule; ob Nora und Sabina ihre Freundschaft wieder aufnehmen, bleibt offen.
Die Geschichte wird chronologisch erzählt, jedoch immer wieder von inneren Monologen unterbrochen, in denen sich Noras Gefühle, Ängste und Gewissensqualen spiegeln. Die Konsequenzen ihres Nichthandelns, mit dem sie ihr stillschweigendes Einverständnis zu den Quälereien und Demütigungen der Außenseiterin durch die Clique gibt, ihre Mitschuld am Mobbing der Klassenkameradin, werden auf diese Weise dem Leser aufgezeigt.

## Rezeption
Verschiedentlich wird das Buch als Schullektüre empfohlen. So nannte das bayerische Staatsinstitut für Schulqualität und Bildungsforschung das Buch als „wertvoll“, da durch die Geschichte „auch über eine differenzierte Darstellung auch eine Auseinandersetzung über Opfer- und Täterrolle angeregt“ werde. Die Autorin zeige „verschiedene, auch demütigende Formen des Gruppendrucks und der mangelnden Zivilcourage“.
Nikola Hahn rezensierte auf dem Internetportal lesebar der Arbeitsstelle für Leseforschung und Kinder- und Jugendmedien an der Universität zu Köln, dass es der Autorin gelingt „ohne psychologische Erläuterungen sehr anschaulich, menschliche Schwächen verständlich zu machen. Damit lässt sie Kindern Raum, unausgesprochene Erklärungen selbst zu finden.“ Die Konflikte der Kindheit und Pubertät seien „dicht und vielschichtig dargestellt“. Es sei ein „emotionsgeladenes Buch, das Leser dazu motiviert, über Eigenverantwortung und den Mut zur Selbstbestimmung nachzudenken.“

## Verfilmung
1997 erschien der Kinofilm Ich hätte Nein sagen können unter der Regie von Christina Olofson.

## Ausgaben
- Annika Thor: Ich hätte nein sagen können. Aus dem Schwed. übers. von Angelika Kutsch. Erstausgabe 1998. Stuttgart 7. Aufl. 2011. ISBN 978-3-407-74104-2